# Arano

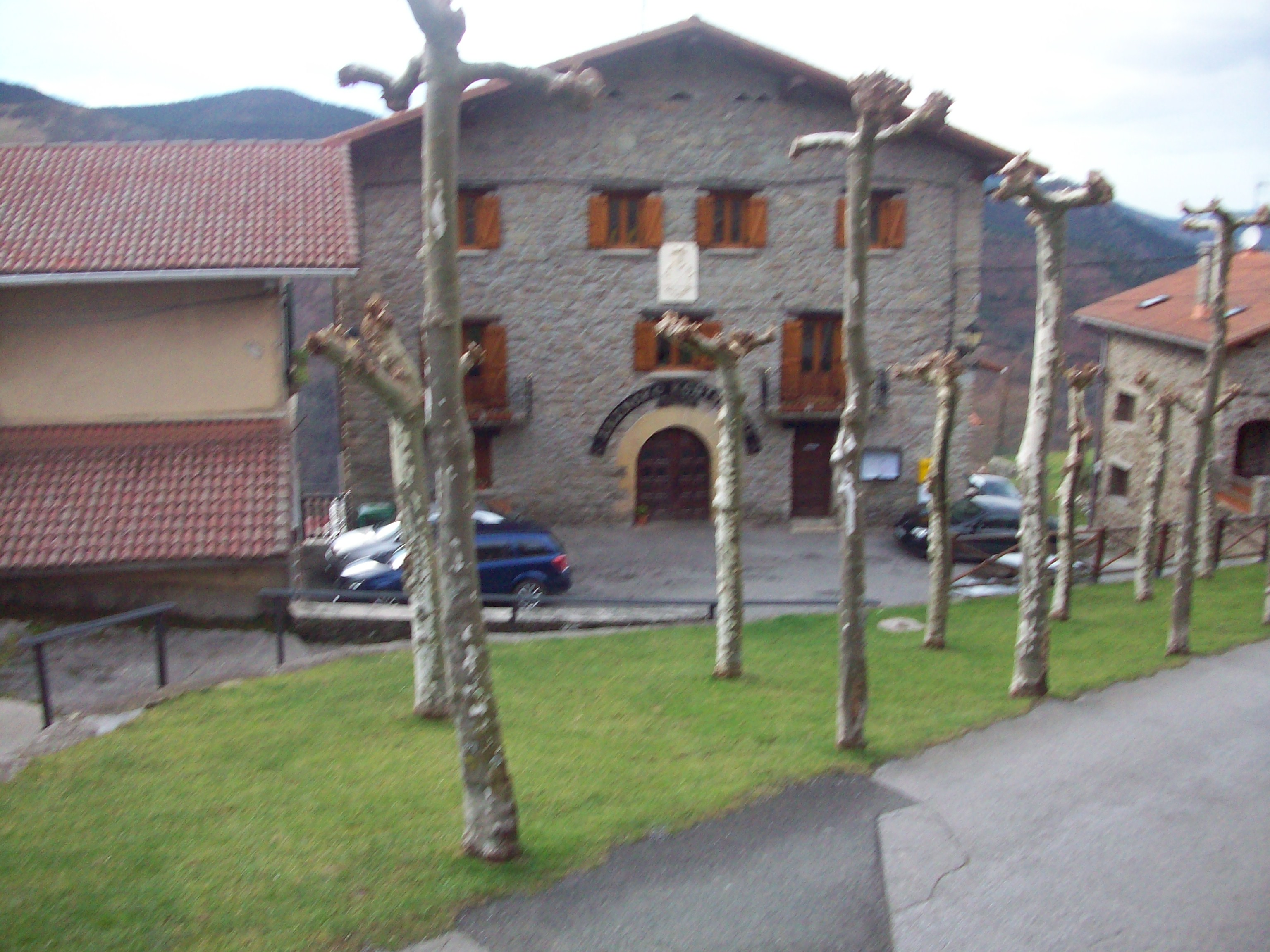
Ayuntamiento de Arano

Arano es una villa y municipio español de la Comunidad Foral de Navarra, situado en la merindad de Pamplona, en la comarca de Norte de Aralar y a 81 km de la capital de la comunidad, Pamplona. Su población en 2024 fue de 110 habitantes (INE).
El municipio comprende la villa de Arano y los caseríos de Latse, Suro y Urumea.

## Toponimia
Arano es otro topónimo de origen y significado incierto. Se ha solido relacionar con las palabras vascas arrano (águila), (h)aran (valle) o aran (endrina), y se le han dado significados como colina del valle, lugar de endrinos o lugar del valle. De todas las hipótesis propuestas Mikel Belasko en su Diccionario Etimológico da mayor verosimilitud a la que propuso Koldo Mitxelena, para el que Arano estaría compuesto por (h)aran ('valle') y el sufijo diminutivo -no por lo que tendría el significado de pequeño valle. Belasko apunta otra hipótesis, ya que Arano (quizás relacionado con arrano 'águila') está documentado como nombre de pila de varón en la Navarra del siglo XVI, por lo que podría tratarse también de un antropónimo.
Pascual Madoz mencionó en una de sus obras que el nombre de la villa provenía de la expresión hara noa (allá voy) recogiendo una etimología popular.

## Geografía
Arano se ubica en la zona más noroccidental de la Merindad de Pamplona en el límite de Navarra con la Provincia de Guipúzcoa. 
Arano limita con los términos municipales de Hernani al oeste, San Sebastián (Urdaburu) al norte, Rentería al norte y Goizueta al sur y al este. 
Arano es una de las localidades más aisladas de Navarra. La localidad más cercana a Arano, es Goizueta, situada a 14 km por la carretera NA-4150. Se puede decir que Arano está mejor comunicada con Guipúzcoa que con el resto de Navarra, ya que la localidad guipuzcoana de Hernani está situada a 18 km por la misma carretera NA-4150 pero en dirección contraria y la ciudad de San Sebastián se encuentra a solo 26 km de distancia de Arano, mientras que Pamplona se encuentra a 79 km de distancia. 
Es el único municipio navarro desde cuyo casco urbano se ve el mar.

### Barrios
El municipio de Arano está compuesto por 4 núcleos de población: Arano, Latse, Suro y Urumea.

## Patrimonio
- Parroquia de San Martin

## Historia
Arano dependió de la vecina villa de Goizueta hasta 1630 cuando el rey Felipe IV le concedió la gracia de separarse de los goizuetarras y erigirse en villa independiente a cambio de 700 ducados.
En 1982 se trasladó de San Sebastián al término municipal de Arano la histórica empresa donostiarra Cervezas El León. Cervecas El León, fundada en 1913, era fabricante entre otras de las marcas El León y Keler, consideradas como las marcas de cerveza locales de Guipúzcoa. El traslado a Arano obedeció a la posibilidad de aprovechar un manantial de agua llamado Arula dotado de unas cualidades especiales, muy favorables para la fabricación de cerveza. 
Cervezas El León fue adquirida por Cruzcampo y esta a su vez pasó por diferentes grupos empresariales, primero Guinness y desde el año 2000 Heineken.
Aunque la marca Keler, la más emblemática de la fábrica de Arano fue vendida por el grupo y dejó de fabricarse en esta localidad navarra, la factoría de Arano siguió fabricando cerveza de otras marcas del grupo (Amstel, Heineken, Cruzcampo, etc..) hasta 2008.
A finales de 2008 se anunció el cierre de la planta y el traslado de la producción a otras fábricas de la multinacional, poniendo fin a más de 25 años de tradición cervecera en Arano y cerrando la única industria importante de la localidad, que daba trabajo en el momento del cierre a 69 trabajadores, la mayor parte de ellos procedentes de la vecina Guipúzcoa.

## Administración y política
| Mandato   | Nombre del alcalde    | Partido político |
| --------- | --------------------- | ---------------- |
| 2003-2007 | Íñigo Larrea Perunena | HA               |
| 2007-2011 | Íñigo Larrea Perurena | HA               |
| 2011-     | Íñigo Larrea Perurena | HA               |

## Demografía
Arano cuenta con una población de 110 habitantes (INE 2024).
| Gráfica de evolución demográfica de Arano entre 1842 y 2021                                                         |
| |
| Población de derecho según los censos de población del INE Población de hecho según los censos de población del INE |

### Distribución de la población
El municipio se divide en las siguientes entidades de población, según el nomenclátor de población publicado por el INE (Instituto Nacional de Estadística). Los datos de población se refieren a 2014
| Entidad de población | Población (2014) |
| -------------------- | ---------------- |
| Arano                | 111              |
| Latse                | 0                |
| Suro                 | 0                |
| Urumea               | 0                |

## Personas destacadas
- Cornelio Bengoechea Alzuri, Bengoechea I (1909-¿?): pelotari de la especialidad de remonte.
- Juan Zabala Zabala, Arano I (1910-1977): pelotari de la especialidad de remonte.
- Lucio Escudero Oronoz (1913-¿?): pelotari de la especialidad de remonte.
- Manuel Zabala Zabala, Arano II (1915-¿?): pelotari de la especialidad de remonte.
- Bautista Zabala Zabala, Arano III (¿?): pelotari de la especialidad de remonte.
- Pedro Egurrechea Bengoechea, Bengoechea II (1923-¿?): pelotari de la especialidad de remonte.
- Manuel Huici (1962): bertsolari.
- Xabier Legarreta, Arano (1976): bertsolari. Subcampeón de Navarra en 2000.